# Даніло Кіріно де Олівейра
Данило Кіріно де Олівейра (порт.-браз. Danilo Cirino de Oliveira; нар. 11 листопада 1986, Сорокаба) — бразильський футболіст, нападник еміратського клубу «Дібба».

## Ігрова кар'єра
Народився 11 листопада 1986 року в місті Сорокаба. Вихованець футбольної школи клубу «Гуакуано».
У дорослому футболі дебютував 2006 року виступами за польський клуб «Погонь» (Щецин), у якому провів один сезон, узявши участь лише у 3 матчах чемпіонату.
Із 2007 по 2009 рік грав у складі чеського «Пршибрама», після чого недовго виступав за словацький «Спартак» (Трнава).
Своєю грою за останню команду привернув увагу представників тренерського штабу клубу «Гонвед», до складу якого приєднався 2010 року. Відіграв за клуб із Будапешта наступні два роки своєї ігрової кар'єри. Більшість часу, проведеного у складі «Гонведа», був основним гравцем атакувальної ланки команди й одним із головних бомбардирів команди, маючи середню результативність на рівні 0,48 голу за гру першості.
У січні 2012 року перейшов до швейцарського «Сьйона». З останнім він і підписав контракт до 2015 року. Але, незважаючи на вдалу гру в минулому клубі, пробитися в основу «Сьона» Данило так і не зміг. І вже через півроку, у серпні 2012 року, бразильський форвард був відданий в оренду з правом першочергового викупу луганській «Зорі». Після завершення терміну оренди, у серпні 2013 року, луганці викупили контракт гравця.
1 липня 2014 року був відданий у піврічну оренду з правом викупу в російську «Кубань».
2016 року грав за таїландський клуб «Чіанграй Юнайтед». У серпні того ж року став гравцем еміратського клубу «Дібба».